# Sexy Club
Sexy Club a fost primul bar de noapte din București de după 1989.
A fost deschis la 1 februarie 1992 de Costel Constantin, fost barman și a avut la început opt fete.
A devenit rapid „locul de pierzanie” preferat al majorității VIP-urilor autohtone, până la închiderea sa oficială, pe 22 noiembrie 2005, trecându-i pragul personalități de tot felul, de la Irinel Columbeanu la Miron Cozma.
Se știe că Miron Cozma, Niki Dide, Florin Călinescu, Ilie Dumitrescu, Sică Pușcoci sau Dan Iosif erau clienți fideli ai fetelor de la Sexy Club.
Scandalurile din jurul clubului au cunoscut momentul culminant în 1998, când programul de cabaret includea și scene porno live.
Una dintre stripteuzele barului a declarat că dacă nu voiau să meargă în camera de la subsol cu un client, patronul le bătea și le obliga să o facă.
Patronul Constantin Constantin a ajuns la închisoare pentru tâlhărie, port ilegal de armă și proxenetism.